# Suio
 (août 2013).
Suio est un château italien proche de Castelforte, près du site de la bataille du Garigliano de 1503.